# Барбро Юрт аф Урнес
Барбро Марґарета Еріксдоттер Юрт аф Урнес (швед. Barbro Margareta Eriksdotter Hiort af Ornäs; нар. 28 серпня 1921, Ґетеборґ, Швеція — пом. 27 листопада 2015, Стокгольм, Швеція) — шведська театральна, кіно та телеакторка. Володарка Призу за найкращу жіночу роль 11-го Каннського кінофестивалю за роль у стрічці Інґмара Берґмана «Біля витоків життя».

## Життєпис

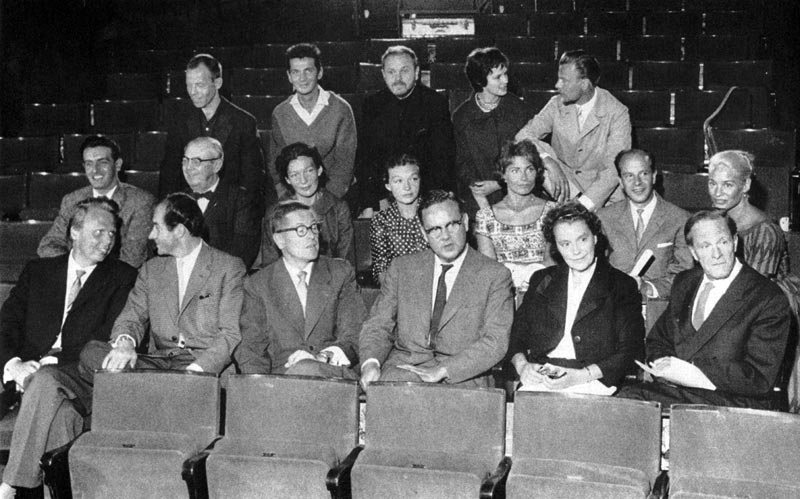
Барбро Юрт аф Урнес серед акторів «Телетеатру», сидить у другому ряді, третя ліворуч

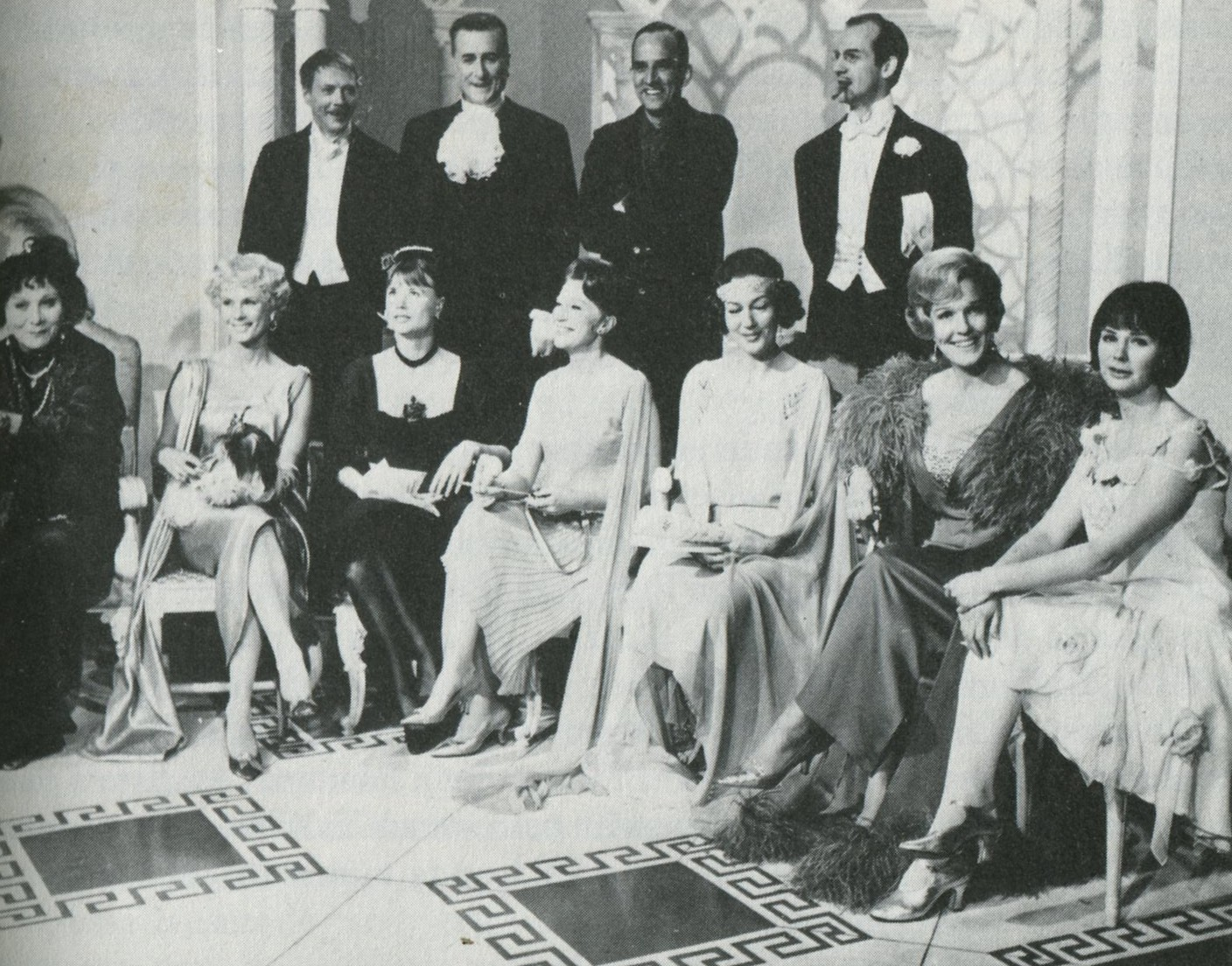
Актори стрічки «Про всіх цих жінок». Барбро Юрт аф Урнес сидить, третя праворуч

Народилася 28 серпня 1921 року в Ґетеборзі, у сім'ї інженера-будівельника Еріка Юрт аф Урнеса та його дружини Алми Ернсрем. У молодому віці переїхав до Стокгольма та вступила в Торговий інститут імені Франса Шартауса.
З 1943 по 1945 рік навчалася у Королівській драматичній школі при Королівському драматичному театрі.
У 1945—1947 роках Барбро Юрт аф Урнес була акторкою Королівського драматичного театру. Потім працювала у різних театрах Стокгольма: Новий театр (1947—1948), Васатеатерн (1948—1952 та 1955—1958), Театр Інтіма (1953—1954). У 1952—1953 роках працювала в театрі у Ґетеборзі. З 1964 до 1965 року була акторкою у Стокгольмському міському театрі.
З 1953 по 1962 рік працювала на телебаченні у «Телетеатрі». У 1970 році вона повернулася в Королівський драматичний театр.
Померла 27 листопада 2015 року в Стокгольмі.

## Особисте життя
Барбро Юрт аф Урнес була одружена з адвокатом Ернстом Натгорстом-Бьосом (1918—1988) з 1945 до 1972 роках. У подружжя було троє дітей: Йорґен (нар. 1947), Томаса (нар. 1951) та Ернст (нар. 1960).
У 1976 році вона вийшла одружилася вдруге, з адвокатом Фріцом Белфражем (1917—1983). Шлюб розпався у 1983 році. Потім вона перебувала у стосунках з театральним актором Гансом Уллберґом (1920—1996).

## Фільмографія
| Рік  |    | Українська назва                   | Оригінальна назва                       | Роль                                      |
| ---- | -- | ---------------------------------- | --------------------------------------- | ----------------------------------------- |
| 2005 | ф  | Обраний                            | Den utvalde                             | бабуся                                    |
| 2000 | с  | Джудіт                             | Judith                                  | Аґнес Вальденґрен                         |
| 1997 | ф  | Сельма та Йоганна — дорожній фільм | Selma & Johanna — en roadmovie          | бабуся                                    |
| 1996 | с  | Будинок тіней                      | Skuggornas hus                          | Марія Ваґнер                              |
| 1993 | тф | Розанна                            | Roseanna                                | бабуся                                    |
| 1991 | ф  | Амелія                             | Amelia                                  | Івонн, мати Ґеста                         |
| 1991 | ф  | Гольфістка мимоволі                | Den ofrivillige golfaren                | мати Стіґа-Гельмера Олссона               |
| 1989 | с  | Шведські серця                     | Svenska hjärtan                         | Луїза                                     |
| 1985 | с  | Вільні відносини                   | Lösa förbindelser                       | Белла                                     |
| 1984 | с  | Паніка у крамниці                  | Panik i butiken                         | Марта                                     |
| 1981 | кф | Давай!                             | Kom igen nu'rå!                         | мати                                      |
| 1980 | ф  | Подорож у товаристві 2 — Снігохід  | Sällskapsresan II — Snowroller          | мати Стіґа-Гельмера Олссона               |
| 1979 | ф  | Я з дітьми                         | Jag är med barn                         | Ґрета, медсестра                          |
| 1979 | тф | Нова людина                        | Den nya människan                       | вчителька                                 |
| 1975 | ф  | Шампанегалопп                      | Champagnegalopp                         | мати Джека Армстронґа                     |
| 1974 | ф  | Сцени з подружнього життя          | Scener ur ett äktenskap                 | фру Якобі                                 |
| 1973 | ф  | Весілля                            | Bröllopet                               | Карін Лефґрен                             |
| 1973 | ф  | Брудні пальці                      | Smutsiga fingrar                        | мати Стефана                              |
| 1971 | ф  | Дотик                              | Beröringen                              | мати Карін                                |
| 1970 | с  | Червона кімната                    | Röda rummet                             | флу Гоман                                 |
| 1970 | ф  | У жаху 1000 очей                   | Skräcken har 1000 ögon                  | Барбро, тітка Свена                       |
| 1969 | ф  | Мова кохання                       | Ur kärlekens språk                      | дружина                                   |
| 1969 | ф  | Як ніч і день                      | Som natt och dag                        | Мадлен                                    |
| 1969 | с  | Тримайте поліцію на вулиці         | Håll polisen utanför                    | Даґні                                     |
| 1969 | ф  | Єва — ізгой                        | Eva — den utstötta                      | Дженні Берґґрен                           |
| 1969 | ф  | Пристрасть                         | En passion                              | жінка уві сні                             |
| 1968 | ф  | Сором                              | Skammen                                 | жінка у човні з біженцями                 |
| 1968 | тф | Пігмаліон                          | Pygmalion                               | Ейнсфорд Гілл                             |
| 1965 | с  | Нікласони                          | Niklasons                               | Соня                                      |
| 1964 | ф  | Закохана пара                      | Älskande par                            | Ліліан фон Пален                          |
| 1964 | ф  | Про всіх цих жінок                 | För att inte tala om alla dessa kvinnor | Беатріс                                   |
| 1961 | тф | Солодка молодь                     | Ljuva ungdomstid                        | Лілі Міллер                               |
| 1961 | тф | Евридік                            | Eurydike                                | акторка                                   |
| 1961 | ф  | Хлопчик на дереві                  | Pojken i trädet                         | мати Марі                                 |
| 1961 | тф | Дика качка                         | Vildanden                               | Місіс Сорбі, менеджерка гуртової торгівлі |
| 1961 | ф  | Повір мені, коханий!               | Lita på mej, älskling!                  | порадниця жінки                           |
| 1958 | ф  | Біля витоків життя                 | Nära livet                              | сестра Брита                              |
| 1957 | ф  | Дорога через Ско                   | Vägen genom Skå                         | Емма                                      |
| 1957 | ф  | Як постелиш ...                    | Som man bäddar…                         | секретарка                                |
| 1957 | ф  | Гість у власному будинку           | Gäst i eget hus                         | Лісен                                     |
| 1956 | ф  | Семеро красивих дівчат             | 7 vackra flickor                        | Адель Гелґрен                             |
| 1953 | ф  | Варавва                            | Barabbas                                | Марія Магдалина                           |
| 1951 | ф  | Граф Свенссон                      | Greve Svensson                          | Ґрета                                     |
| 1950 | ф  | Поки місто спить                   | Medan staden sover                      | Рутан                                     |
| 1950 | ф  | Наречена в оренду                  | Fästmö uthyres                          | Ґертруд Стенстрем                         |
| 1949 | ф  | Дівчина з третього ряду            | Flickan från tredje raden               | Даґмар Антонсон                           |
| 1946 | ф  | Молодь в небезпеці                 | Ungdom i fara                           | Біббі Ніклассон, журналістка              |
| 1943 | ф  | Жінки у неволі                     | Kvinnor i fångenskap                    | Кадж Екман, вчителька у притулку          |

## Нагороди та номінації
| Рік  | Премія                    | Номінація                    | Стрічка              | Результат |
| ---- | ------------------------- | ---------------------------- | -------------------- | --------- |
| 1958 | «Каннський кінофестиваль» | Приз за найкращу жіночу роль | «Біля витоків життя» | Перемога  |